# Апатина, Анна Степановна
Анна Степановна Апатина (1896—1973) — свинарка колхоза «Новая жизнь» Старобельского района Ворошиловградской области, Герой Социалистического Труда (10.07.1950).
Родилась в 1896 году в деревне в Белгородской губернии.
С 14-летнего возраста работала сначала по найму, потом в крестьянском хозяйстве отца. В 1930 году вступила в колхоз.
В 1939 году с мужем и пятью детьми переехала в село Лозововка Старобельского района Ворошиловградской области и там работала в колхозе «Новая жизнь». 
После войны перешла на свиноферму в с. Хворостяновка того же колхоза. За счёт хорошего содержания животных и рационального кормления получала за год в среднем от каждой свиноматки по 20 поросят и выращивала их к отъёму в 2-месячном возрасте весом 16 кг при 100-процентной сохранности.
Указом Президиума Верховного Совета СССР от 10.07.1950 за выдающиеся достижения в производстве свинины присвоено звание Героя Социалистического Труда.
С 1964 года на пенсии.
Умерла в 1973 году. Похоронена в с. Лозововка.